# Casa Suero Yañez
La Casa Suero Yañez es una casa señorial situada en la parroquia de Parada, en el municipio pontevedrés de Nigrán (Galicia, España). 

## Historia
La fecha de construcción del edificio original se sitúa en torno al siglo XIV, época en la que fue habitada por su propietario el merino o adelantado mayor de Galicia, Suero Yáñez de Parada.
Con posterioridad la titularidad del pazo recaería en la familia Araújo, hasta que en el siglo XVIII, Ana M.ª de Araújo se casa con Fernando Correa de Araújo, que serán los padres de Lorenzo Correa de Araújo, fundador de la Casa de los Correa, actual sede del ayuntamiento de Bayona.

## Descripción
El pazo se encuentra en la actualidad muy modificado, conservando en buen estado, únicamente el portalón blasonado. Su planta presenta forma en “L”, que se abre a un amplio patio central, rodeado de una galería cubierta y asentada sobre columnas toscanas. Hacia el oeste aún se conserva parte de la antigua escalinata balaustrada y hacia el norte dos balcones cubiertos y balaustrados, soportados por cuatro ménsulas mixtilíneas, pero muy modificados.El portalón, de clara inspiración barroca, se compone de un amplio lienzo de muro, coronado por seis remates piramidales con bola y en el que se abre la puerta de acceso mediante un amplio arco de medio punto. Sobre este, y entre los remates piramidales, encontramos el escudo de armas de la familia Piñeiro. Del otro lado, en una edificación anexa al portalón, encontramos otro magnífico blasón de la familia Araújo.